# Cantina Tollo-Acqua & Sapone 2001
Questa voce raccoglie le informazioni riguardanti l'Acqua & Sapone-Caffè Mokambo nelle competizioni ufficiali della stagione 2001.

## Organico

### Staff tecnico
GM=General manager; DS=Direttore sportivo.
|  | Naz.              | Ruolo | Sportivo             |  |  |  |
|  | ----------------- | ----- | -------------------- |  |  |  |
|  | Italia (bandiera) | GM    | Vincenzo Santoni     |  |  |  |
|  | Italia (bandiera) | DS    | Palmiro Masciarelli  |  |  |  |
|  | Italia (bandiera) | DS    | Franco Gini          |  |  |  |
|  | Italia (bandiera) | DS    | Enrico Paolini       |  |  |  |
|  | Italia (bandiera) | DS    | Germano Pierdomenico |  |  |  |
|  | Italia (bandiera) | DS    | Giuseppe Petito      |  |  |  |

### Rosa
|  | Naz.                   |  | Sportivo                       | Anno |  |  |
|  | ---------------------- |  | ------------------------------ | ---- |  |  |
|  | Italia (bandiera)      |  | Claudio Astolfi                | 1978 |  |  |
|  | Italia (bandiera)      |  | Gabriele Colombo               | 1972 |  |  |
|  | Italia (bandiera)      |  | Federico Colonna               | 1972 |  |  |
|  | Italia (bandiera)      |  | Roberto Conti                  | 1964 |  |  |
|  | Italia (bandiera)      |  | Cesare Di Cintio               | 1976 |  |  |
|  | Italia (bandiera)      |  | Danilo Di Luca                 | 1976 |  |  |
|  | Italia (bandiera)      |  | Cristian Gasperoni             | 1970 |  |  |
|  | Italia (bandiera)      |  | Massimiliano Gentili           | 1971 |  |  |
|  | Italia (bandiera)      |  | Federico Giabbecucci           | 1975 |  |  |
|  | Italia (bandiera)      |  | Massimo Giunti                 | 1974 |  |  |
|  | Kazakistan (bandiera)  |  | Sergej Jakovlev                | 1976 |  |  |
|  | Ucraina (bandiera)     |  | Valerij Kobzarenko (stagista)  | 1977 |  |  |
|  | Spagna (bandiera)      |  | Rubén Lobato (stagista)        | 1978 |  |  |
|  | Spagna (bandiera)      |  | Miguel Ángel Martín Perdiguero | 1972 |  |  |
|  | Italia (bandiera)      |  | Ruggero Marzoli                | 1976 |  |  |
|  | Italia (bandiera)      |  | Andrea Masciarelli (stagista)  | 1982 |  |  |
|  | Italia (bandiera)      |  | Simone Masciarelli             | 1980 |  |  |
|  | Italia (bandiera)      |  | Emanuele Negrini               | 1974 |  |  |
|  | Italia (bandiera)      |  | Cristian Pepoli                | 1978 |  |  |
|  | Ucraina (bandiera)     |  | Kyrylo Pospjejev               | 1975 |  |  |
|  | Italia (bandiera)      |  | Filippo Simeoni                | 1971 |  |  |
|  | Italia (bandiera)      |  | Alessandro Spezialetti         | 1975 |  |  |
|  | Italia (bandiera)      |  | Andrea Tonti                   | 1976 |  |  |
|  | Stati Uniti (bandiera) |  | Guido Trenti                   | 1972 |  |  |

## Palmarès

### Corse a tappe
- Giro d'Italia

4ª tappa (Danilo Di Luca)
- Giro d'Abruzzo

2ª tappa (Alessandro Spezialetti)
3ª tappa (Danilo Di Luca)
Classifica generale (Danilo Di Luca)
- Setmana Catalana

4ª tappa (Danilo Di Luca)
- Tour de Langkawi

12ª tappa (Federico Colonna)
- Vuelta a España

18ª tappa (Filippo Simeoni)
19ª tappa (Guido Trenti)
- Vuelta a Asturias

1ª tappa (Miguel Ángel Martín Perdiguero)
- Clásica de Alcobendas

1ª tappa (Miguel Ángel Martín Perdiguero)

### Corse in linea
- Giro di Lombardia (Danilo Di Luca)
- Trofeo dello Scalatore 2 (Danilo Di Luca)

### Campionati nazionali
- Campionati ucraini: 1

In linea (Kyrylo Pospjejev)